# Kirchberg (Saint-Gall)
Pour les articles homonymes, voir Kirchberg.
Kirchberg est une commune suisse du canton de Saint-Gall, située dans la circonscription électorale de Toggenburg.

Photo aérienne prise à 500 m par Walter Mittelholzer (1929)